# Solanum colombianum
Solanum colombianum är en potatisväxtart som beskrevs av Michel Félix Dunal. Solanum colombianum ingår i släktet skattor som ingår i familjen potatisväxter. Inga underarter finns listade i Catalogue of Life.